# 陳卓林
陈卓林（1962年—），男，广东中山人，中华人民共和国房地产商，亿万富豪，雅居乐集团的创办人。

## 生平
陈卓林及其家族創辦雅居樂，以傢俬廠做起，之後進军房地產開發，其后多次入選胡润百富榜，2014年9月30日晚被昆明市检察院带走并监视居住，被监视居住的原因有傳媒指是和地產項目的違規運作有關。至2014年10月14日，陈卓林家族向雅居乐集团注入16億，以緩解雅居乐的財政问题。2014年12月15日，陳卓林恢復擔任雅居樂主席。

### 公職
中國僑商投資企業協會常務副會長、中國華文教育基金會名譽副會長、香港友好協進會發展基金會副主席、香港新家園協會副會長、 中山市僑資企業商會副會長、孫中山基金會名譽副會長， 以及廣東省僑商投資企業協會副會長。

### 公益事業
截至目前，雅居乐在教育、扶贫、环保等领域的公益慈善捐款已共计18.5亿元港幣

### 榮譽
陳先生曾獲頒殊榮無數，當中包括「世界傑出華人獎」、「改革開放30年，華人慈善30人」、「中華慈善突出貢獻人物獎」及「中國企業十大卓越管理年度 人物」等。

### 涉及刑事案件
2012年8月坐拥逾70亿元身家的雅居乐地产主席陈卓林，因涉嫌非礼公司女秘书，被香港警方落案控告两项非礼罪  
。

## 馬主生涯
陳卓林、陸倩芳伉儷和兒子陳思樂是香港賽馬會會員，自2016/2017馬季開始成為馬主，先後擁有名下馬匹「樂滿家」、「樂盈盈」、「家家樂園」、「家家勝意」、「家家成功」、「樂滿貫」。